# Torymus fagineus
Torymus fagineus is een vliesvleugelig insect uit de familie Torymidae. De wetenschappelijke naam is voor het eerst geldig gepubliceerd in 1994 door Graham.